# Numerijan
Numerijan (rojen okoli leta 254 - ubit leta 284), je vladal Rimskemu cesarstvu od 283 pod imenom "Mark Avrelij Numerij Numerijan" do svoje smrti.
Numerijan je bil sin cesarja Kara in je vladal skupaj s svojim starejšim bratom Karinom.
Numerijana je bolj zanimala literatura kot vlada: zato je celo dovolil, da ga je brat Karin prehitel v titularju: sam je prevzel naziv Cezarja, svojemu bratu pa je dal pravico, da se imenuje Avgust.
Julija ali avgusta leta 283 je Numerijanov oče Kar umrl med pohodom proti Perzijcem zaradi udara strele. Oblast sta prevzela njegova sinova, Numerijan in Karin, Numerijan pa je bil zadolžen za nadaljevanje pohoda. Vendar ni bil pripravljen postati vojak: zaradi očesne okužbe je skoraj oslepel in nato ukazal umik. Pozimi leta 283 se je Numerijanova vojska znašla v Siriji, spomladi leta 284 pa se je začel pohod proti Carigradu. Numerijan je celotno pot preživel v zaprti kočiji.
Med to potjo je bil cesar ubit. Ni znano, kdaj natančno se je to zgodilo. Verjetni morilec je bil pretorski prefekt Aper. Oblast je prevzel Dioklecijan, čeprav je bil Karin še živ.
Na splošno je bil Numerijan popolnoma nepripravljen postati cesar. Menijo, da je bil nadarjen pesnik.

## Biografija
Mlajši sin cesarja Kara, ki ga je spremljal na pohodu proti Perziji leta 283. Po očetovi smrti naslednje leto je bil brez nasprotovanja priznan za vladarja svojega brata. Prazni strahovi vojske pa so ga prisilili, da je opustil vse upanje na podaljšanje kampanje, ki se je začela z znatnim uspehom in na razširitev že doseženih osvojitev. Prestrašeni nad skrivnostno usodo Kara – ki je veljal za neposredno manifestacijo nebeške jeze in očitno izpolnitev starodavne prerokbe, ki je označila reko Tigris za mejo rimske oblasti – so vojaki zavrnili nadaljnje korake. Numerijan se je vdal svojim vraževernim strahovom in se v uri zmage začel umikati ter se počasi vrnil po isti poti v smeri traškega Bosporja. Zaradi očesne bolezni, ki jo je, kot pravijo, povzročilo prekomerno jokanje, je bil večji del pohoda, ki je trajal osem mesecev, priklenjen na nosila. Tudi potem je njegova ločitev od sveta trajala kar nekaj časa. Začele so krožiti temne govorice, vznemirjenje, ki se je postopoma stopnjevalo, je sčasoma postalo tako divje, da so se vojaki prebili v cesarski šotor in našli mrtvo telo svojega vladarja. Prikrivanje smrti, za katero je bil odgovoren Arius Aper, pretorijanski prefekt, pokojnikov tast in kasneje njegov predstavnik, je vzbudilo najhujše sume. Na sestanku v Kalcedonu so ga javno obtožili umora. Dioklecijan, ki so ga vojaki že razglasili za cesarja in je ob tej priložnosti ravnal nekoliko predrzno – kar je bilo mimogrede v nenavadnem nasprotju z mirnostjo njegovega umirjenega duha – mu ni dovolil, da bi spregovoril v njegovo obrambo.
Zgodovinar dela "Historia Augusta" predstavlja Numerijana kot vladarja izjemne moralne in intelektualne odličnosti. S svojim blagim temperamentom, prilagodljivim vedenjem in čistim življenjem si je pridobil splošno ljubezen in občudovanje, hkrati pa je v govorništvu in poeziji premagal vse svoje sodobnike – vrline in dosežki, ki sijejo jasneje in svetleje v primerjavi z razuzdanim in krutim značajem njegovega brata in sovladarja Karina.

## Družinsko drevo
|                                       |                                       |                                       |                                       |                                       |                                       |  |  |                           |                           |                           |                           |                           |                           |  |  |                           |                           |                           |                           |                           |                           |  |  |                                            |                                            |                                            |                                            |                                            |                                            |  |  |                            |                            |                            |                            |                            |                            |  |  |                                                     |                                                     |                                                     |                                                     |                                                     |                                                     |  |  |  |  |  |  |  |  |  |  |  |  |  |  |  |  |  |  |  |  |  |  |  |  |  |  |  |  |
|                                       |                                       |                                       |                                       |                                       |                                       |  |  |                           |                           |                           |                           |                           |                           |  |  |                           |                           |                           |                           |                           |                           |  |  |                                            |                                            |                                            |                                            |                                            |                                            |  |  |                            |                            |                            |                            |                            |                            |  |  |                                                     |                                                     |                                                     |                                                     |                                                     |                                                     |  |  |  |  |  |  |  |  |  |  |  |  |  |  |  |  |  |  |  |  |  |  |  |  |  |  |  |  |
| predhodnik Tacit Rimski cesar 275–276 | predhodnik Tacit Rimski cesar 275–276 | predhodnik Tacit Rimski cesar 275–276 | predhodnik Tacit Rimski cesar 275–276 | predhodnik Tacit Rimski cesar 275–276 | predhodnik Tacit Rimski cesar 275–276 |  |  | Florijan Rimski cesar 276 | Florijan Rimski cesar 276 | Florijan Rimski cesar 276 | Florijan Rimski cesar 276 | Florijan Rimski cesar 276 | Florijan Rimski cesar 276 |  |  | Prob Rimski cesar 276–282 | Prob Rimski cesar 276–282 | Prob Rimski cesar 276–282 | Prob Rimski cesar 276–282 | Prob Rimski cesar 276–282 | Prob Rimski cesar 276–282 |  |  | Kar Rimski cesar 282–283                   | Kar Rimski cesar 282–283                   | Kar Rimski cesar 282–283                   | Kar Rimski cesar 282–283                   | Kar Rimski cesar 282–283                   | Kar Rimski cesar 282–283                   |  |  |                            |                            |                            |                            |                            |                            |  |  | naslednji Dioklecijan Rimski cesar 284–305 ∞ Priska | naslednji Dioklecijan Rimski cesar 284–305 ∞ Priska | naslednji Dioklecijan Rimski cesar 284–305 ∞ Priska | naslednji Dioklecijan Rimski cesar 284–305 ∞ Priska | naslednji Dioklecijan Rimski cesar 284–305 ∞ Priska | naslednji Dioklecijan Rimski cesar 284–305 ∞ Priska |  |  |  |  |  |  |  |  |  |  |  |  |  |  |  |  |  |  |  |  |  |  |  |  |  |  |  |  |
| predhodnik Tacit Rimski cesar 275–276 | predhodnik Tacit Rimski cesar 275–276 | predhodnik Tacit Rimski cesar 275–276 | predhodnik Tacit Rimski cesar 275–276 | predhodnik Tacit Rimski cesar 275–276 | predhodnik Tacit Rimski cesar 275–276 |  |  | Florijan Rimski cesar 276 | Florijan Rimski cesar 276 | Florijan Rimski cesar 276 | Florijan Rimski cesar 276 | Florijan Rimski cesar 276 | Florijan Rimski cesar 276 |  |  | Prob Rimski cesar 276–282 | Prob Rimski cesar 276–282 | Prob Rimski cesar 276–282 | Prob Rimski cesar 276–282 | Prob Rimski cesar 276–282 | Prob Rimski cesar 276–282 |  |  | Kar Rimski cesar 282–283                   | Kar Rimski cesar 282–283                   | Kar Rimski cesar 282–283                   | Kar Rimski cesar 282–283                   | Kar Rimski cesar 282–283                   | Kar Rimski cesar 282–283                   |  |  |                            |                            |                            |                            |                            |                            |  |  | naslednji Dioklecijan Rimski cesar 284–305 ∞ Priska | naslednji Dioklecijan Rimski cesar 284–305 ∞ Priska | naslednji Dioklecijan Rimski cesar 284–305 ∞ Priska | naslednji Dioklecijan Rimski cesar 284–305 ∞ Priska | naslednji Dioklecijan Rimski cesar 284–305 ∞ Priska | naslednji Dioklecijan Rimski cesar 284–305 ∞ Priska |  |  |  |  |  |  |  |  |  |  |  |  |  |  |  |  |  |  |  |  |  |  |  |  |  |  |  |  |
|                                       |                                       |                                       |                                       |                                       |                                       |  |  |                           |                           |                           |                           |                           |                           |  |  |                           |                           |                           |                           |                           |                           |  |  |                                            |                                            |                                            |                                            |                                            |                                            |  |  |                            |                            |                            |                            |                            |                            |  |  |                                                     |                                                     |                                                     |                                                     |                                                     |                                                     |  |  |  |  |  |  |  |  |  |  |  |  |  |  |  |  |  |  |  |  |  |  |  |  |  |  |  |  |
|                                       |                                       |                                       |                                       |                                       |                                       |  |  |                           |                           |                           |                           |                           |                           |  |  |                           |                           |                           |                           |                           |                           |  |  | Karin Rimski cesar 282–284 ∞ Magnia Urbika | Karin Rimski cesar 282–284 ∞ Magnia Urbika | Karin Rimski cesar 282–284 ∞ Magnia Urbika | Karin Rimski cesar 282–284 ∞ Magnia Urbika | Karin Rimski cesar 282–284 ∞ Magnia Urbika | Karin Rimski cesar 282–284 ∞ Magnia Urbika |  |  | Numerijan so-cesar 282–284 | Numerijan so-cesar 282–284 | Numerijan so-cesar 282–284 | Numerijan so-cesar 282–284 | Numerijan so-cesar 282–284 | Numerijan so-cesar 282–284 |  |  | Galerija Valerija                                   | Galerija Valerija                                   | Galerija Valerija                                   | Galerija Valerija                                   | Galerija Valerija                                   | Galerija Valerija                                   |  |  |  |  |  |  |  |  |  |  |  |  |  |  |  |  |  |  |  |  |  |  |  |  |  |  |  |  |

## Primarni viri
- Avrelij Viktor, Epitome de Caesaribus
- Evtropij, Breviarium ab urbe condita[usurped]
- Historia Augusta, Life of Carus, Carinus and Numerian
- Ivan Zonara, Compendium of History extract: Zonaras: Alexander Severus to Diocletian: 222–284

| Vladarski nazivi         | Vladarski nazivi                        | Vladarski nazivi                                            |
| ------------------------ | --------------------------------------- | ----------------------------------------------------------- |
| Predhodnik: Kar          | Rimski cesar 283–284 Z: Karinom         | Naslednik: Dioklecijan                                      |
| Politične funkcije       |                                         |                                                             |
| Predhodnik: Kar, Karinom | Konzul Rimskega cesarstva 284 z Karinom | Naslednik: Dioklecijan, Titus Claudius Aurelius Aristobulus |

1. 1 2  Cooley, Alison E. (2012). [[[:Predloga:Googlebooks]] The Cambridge Manual of Latin Epigraphy]. Cambridge University Press. str. 501. ISBN 978-0-521-84026-2. {{navedi knjigo}}: Preveri vrednost |url= (pomoč)